# Blindia maxwellii
Blindia maxwellii är en bladmossart som beskrevs av Dale Hadley Vitt 1971 [1972. Blindia maxwellii ingår i släktet blindior, och familjen Seligeriaceae. Inga underarter finns listade i Catalogue of Life.